# Carmignano (Wein)

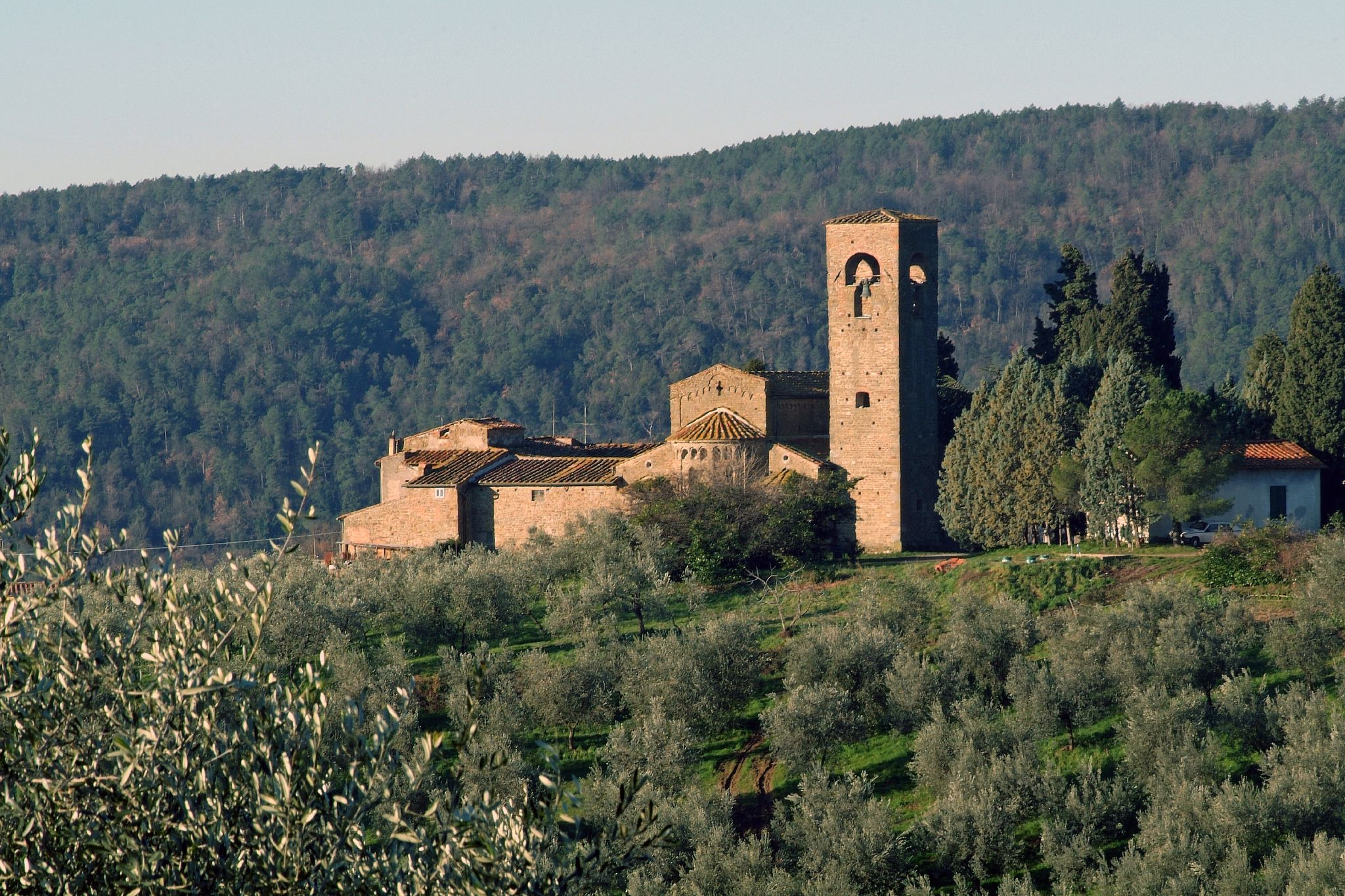
Carmignano in der Toskana

Carmignano ist ein italienisches Weinbaugebiet in der Provinz Prato, Toskana.
Die  Weinberge liegen auf einer Höhe von 250–400 m ü. NN, stoßen im Süden an das Tal des Arno und befinden sich in den Gemeinden Carmignano und Poggio a Caiano auf halbem Weg zwischen Florenz und Pistoia. Das Gebiet erhielt am 9. August 1967 den Status einer „kontrollierten Herkunftsbezeichnung“ (Denominazione di origine controllata – DOC) und stieg am 20. Oktober 1990 mit dem Erhalt des DOCG-Status für den Rotwein in die Oberliga der italienischen Weine auf. Weiterhin existieren zwei Denominationen (je eine DOC für Roséwein und eine für Vin Santo), die am 7. März 2014 zuletzt modifiziert wurden.
Dokumente aus dem Jahr 1369 belegten bereits die überragenden Bedeutung der Rotweine aus Carmignano, die zu jener Zeit deutlich mehr als andere Weine der Region kosteten. Im Jahr 1716 schützte Großherzog Cosimo III. de’ Medici vier Weine der Toskana, indem er anderen Weinen die Benutzung derer Namen untersagte.

## Erzeugung

### Carmignano DOCG-Weine
Unter der Denomination Carmignano DOCG werden hochwertige Rotweine erzeugt. Auch können bestimmte Weine mit der Auszeichnung „Riserva“ verkauft werden.

### Carmignano DOC-Weine
Unter der DOC-Denomination von Carmignano werden sowohl Roséweine („Barco Reale di Carmignano“ und „Rosato di Carmignano“) als auch Süßweine („Vin Santo di Carmignano“ und „Vin Santo di Carmignano Occhio di pernice“) hergestellt.

## Anbaugebiet
Die Trauben dürfen nur auf dem Gebiet der beiden Gemeinden Carmignano und Poggio a Caiano in der Provinz Prato angebaut werden.

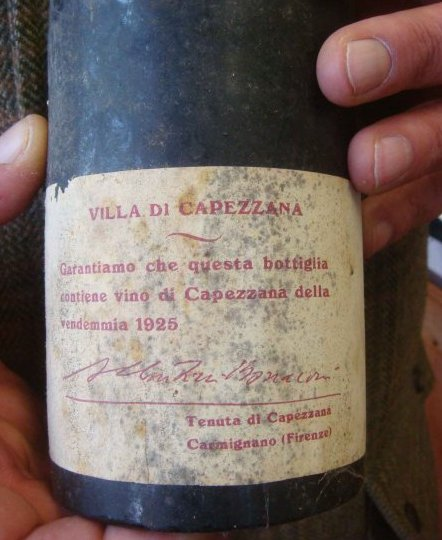
Weinflasche aus dem Carmignano, von der Tenuta di Capezzana, von 1925

## Zugelassene Rebsorten
Zugelassene Rebsorten sind für:

### DOCG-Weine
- 50–100 % Sangiovese
- 0–20 % Canaiolo nero
- 10–20 % Cabernet Franc, Cabernet Sauvignon (einzeln oder gemeinsam)
- 0–10 % Trebbiano toscano, Canaiolo bianco und Malvasia del Chianti (einzeln oder gemeinsam)
- 0–10 % andere rote Rebsorten, die für den Anbau in der Toskana zugelassen sind.[1]

### DOC-Weine
Barco reale di Carmignano und Rosato di Carmignano
- 50–100 % Sangiovese
- 0–20 % Canaiolo nero
- 10–20 % Cabernet Franc und Cabernet Sauvignon (einzeln oder gemeinsam)
- 0–10 % Trebbiano toscano, Canaiolo bianco und Malvasia (einzeln oder gemeinsam)[2]

Vin Santo di Carmignano
- 75–100 % Trebbiano toscano und Malvasia bianca lunga (einzeln oder gemeinsam)
- 0–25 % andere weiße Rebsorten, die für den Anbau in der Toskana zugelassen sind[3]

Vin Santo di Carmignano Occhio di pernice
- 50–100 % Sangiovese
- 0–50 % andere rote und/oder weiße Rebsorten, die für den Anbau in der Toskana zugelassen sind[3]

## Beschreibung
DOCG-Weine
- Farbe: lebhaftes, intensives rubinrot – tendiert mit zunehmender Reife zu granatrot
- Geruch: weinig mit intensiven Duft, fruchtig
- Geschmack: trocken, wohlschmeckend, vollmundig, weich und samtig
- Alkoholgehalt: mindestens 12,5 % Vol.
- Säuregehalt: mind. 4,5 g/l
- Trockenextrakt: mind. 22,0 g/l[1]

Der „Carmignano DOCG“ darf ab dem 1. Juni des zweiten und die „Carmignano DOCG Riserva“ ab dem 29. September des dritten auf die Ernte folgenden Jahres vermarktet werden. Die Lagerzeit in Eichen- oder Kastanienholzfässern beträgt für den Carmignano DOCG mindestens 8 Monate und für die Riserva mindestens 12 Monate.
DOC-Weine
Barco reale di Carmignano
- Farbe: lebhaftes, helles rubinrot
- Geruch: weinig mit intensiven Duft
- Geschmack: trocken, würzig, frisch, vollmundig
- Alkoholgehalt: mindestens 11,0 % Vol.
- Säuregehalt: mind. 4,5 g/l
- Trockenextrakt: mind. 20,0 g/l[2]

Rosato di Carmignano
- Farbe: mehr oder weniger rosa, bisweilen mit rubinroten Reflexen
- Geruch: fruchtig, mehr oder weniger intensiv weinig, charakteristisch
- Geschmack: trocken, frisch, angenehm säuerlich, harmonisch
- Alkoholgehalt: mindestens 11,0 % Vol.
- Säuregehalt: mind. 4,5 g/l
- Trockenextrakt: mind. 16,0 g/l[2]

Vin Santo di Carmignano, auch mit der Bezeichnung „Riserva“
- Farbe: von strohgelb bis goldgelb oder intensiv bernsteinfarben
- Geruch: ätherisch, intensiv, charakteristisch
- Geschmack: harmonisch, samtig, bei süßem Ausbau sehr abgerundet
- Alkoholgehalt: mindestens 13,0 % Vol., wobei mind. 3 % potentieller Alkoholgehalt als Zucker im Wein verbleiben
- Säuregehalt: mind. 4,5 g/l
- Trockenextrakt: mind. 21,0 g/l[3]

Vin Santo di Carmignano Occhio di pernice (Auge des Rebhuhns)
- Farbe: von tiefrosa bis hellrosa
- Geruch: warm, intensiv
- Geschmack: süß, weich, samtig und rund
- Alkoholgehalt: mindestens 14,0 % Vol., wobei mind. 2 % potentieller Alkoholgehalt als Zucker im Wein verbleiben
- Säuregehalt: mind. 4,0 g/l
- Trockenextrakt: mind. 26,0 g/l[3]